# فريدريك فيدال
فريدريك فيدال (بالفرنسية: Frédérique Vidal) (من مواليد 6 مايو 1964) وهي عالمة كيميائية فرنسية مقيمة في موناكو، وأكاديمية وسياسية. كانت رئيسة جامعة نيس صوفيا أنتيبوليس من عام 2012 إلى عام 2017. وكانت وزيرة التعليم العالي والبحث والابتكار في حكومة إدوار فيليب الأول منذ 17 مايو 2017 ، ثم حكومة حكومة إدوار فيليب الثانية منذ 21 يونيو 2017.

## حياتها
ولدت فريدريك فيدال في موناكو. تلقت تعليمها في موناكو وحصلت على درجة الماجستير في الكيمياء الحيوية من جامعة نيس صوفيا أنتيبوليس. حصلت على درجة الماجستير في الدراسات المعمقة في علم الفيروسات الجزيئية من معهد باستير ، ودرجة الدكتوراه في علم الأحياء من جامعة نيس صوفيا أنتيبوليس. وشغلت منصب رئيس جامعة نيس صوفيا أنتيبوليس في الفترة من 2012 إلى 2017.

## عملها
بدأت فريدريك فيدال مسيرتها المهنية في الكيمياء الحيوية ل Virbac.
انضمت فيدال إلى جامعة نيس، كأستاذة مشاركة في عام 1995. أصبحت أستاذة دائمة في عام 2002 ، وشغلت منصب رئيسة قسم البيولوجيا من عام 2005 إلى عام 2008. كانت نائبة عميد كلية العلوم بها من 2007 إلى 2009 ، وأصبحت عميدة الكلية من 2009 إلى 2012. وقد خلفت ألبرت المرواني رئيسًا للجامعة في عام 2012. خلال فترة ولايتها الأولى، أسست فيدال جامعة كوت دازور، وهي كونسورتيوم مكوّن من الجامعة، ومدارس تجارية محلية ومراكز أبحاث، لزيادة الجاذبية الدولية للجامعة. أعيد انتخابها كرئيسة في عام 2016.
كانت فيدال تعارض «غيلان الدائرة» ، وهو اقتراح فاشل من جانب وزير الداخلية كلود جيان الذي كان يهدف إلى الحد من قدرة الطلاب الأجانب من خارج الاتحاد الأوروبي على البقاء في فرنسا بعد الانتهاء من دراستهم. واقترحت أنه لا تمييز بين الطلاب جامعة نيس على أساس الأصل القومي أو الموارد المالية.
في 17 مايو 2017 ، تم تعيين فيدال وزيرة للتعليم العالي والبحث والابتكار في حكومة إدوار فيليب.